# AEGON International
Az  AEGON International  minden év júniusában megrendezett tenisztorna Eastbourne-ben,  Nagy-Britanniában. 2014-ig férfiak és nők számára rendezték, 2015-2016-ban a férfitornát Nottinghamben tartották, majd 2017-ben visszatértek Eastbourne-be.
A férfiak versenye az ATP 250 Series része, összdíjazása 693 910 $. A női verseny 2019-ig Premier, 2021–2024 között WTA 500, 2025-től WTA250 kategóriájú. A főtáblán harminckét játékos szerepel.
Az első tornát 1974-ben rendezték meg, és 2009-ig csak a WTA-versenyeknek adott otthont a helyszín. 2009–2014 között rendeztek itt ATP-tornát a férfiak számára, majd 2017-től ismét.
A mérkőzéseket szabadtéri füves pályákon játsszák. A nők között Martina Navratilova a csúcstartó, tizenegyszer nyerte a meg a tornát.

## Győztesek

### Női egyes
| Év                | Torna neve                                             | Győztes                                | Ellenfél a döntőben                    | Eredmény a döntőben                  |
| ----------------- | ------------------------------------------------------ | -------------------------------------- | -------------------------------------- | ------------------------------------ |
| 2025              | Eastbourne International                               | Maya Joint                             | Alexandra Eala                         | 6–4, 1–6, 7–6(10)                    |
| ↑ WTA 250 torna ↑ |                                                        |                                        |                                        |                                      |
| 2024              | Eastbourne International                               | Darja Kaszatkina                       | Leylah Fernandez                       | 6–3, 6–4                             |
| 2023              | Eastbourne International                               | Madison Keys                           | Darja Kaszatkina                       | 6–2, 7–6(13)                         |
| 2022              | Eastbourne International                               | Petra Kvitová                          | Jeļena Ostapenko                       | 6–3, 6–2                             |
| 2021              | Viking International Eastbourne                        | Jeļena Ostapenko                       | Anett Kontaveit                        | 6–3, 6–3                             |
| 2020              | Elmaradt a koronavírus-járvány miatt                   | Elmaradt a koronavírus-járvány miatt   | Elmaradt a koronavírus-járvány miatt   | Elmaradt a koronavírus-járvány miatt |
| 2019              | Nature Valley International                            | Karolína Plíšková                      | Angelique Kerber                       | 6–1, 6–4                             |
| 2018              | Nature Valley International                            | Caroline Wozniacki                     | Arina Szabalenka                       | 7–5, 7–6(5)                          |
| 2017              | AEGON International                                    | Karolína Plíšková                      | Caroline Wozniacki                     | 6–4, 6–4                             |
| 2016              | AEGON International                                    | Dominika Cibulková                     | Karolína Plíšková                      | 7–5, 6–3                             |
| 2015              | AEGON International                                    | Belinda Bencic                         | Agnieszka Radwańska                    | 6–4, 4–6, 6–0                        |
| 2014              | AEGON International                                    | Madison Keys                           | Angelique Kerber                       | 6–3, 3–6, 7–5                        |
| 2013              | AEGON International                                    | Jelena Vesznyina                       | Jamie Hampton                          | 6–2, 6–1                             |
| 2012              | AEGON International                                    | Tamira Paszek                          | Angelique Kerber                       | 5–7, 6–3, 7–5                        |
| 2011              | AEGON International                                    | Marion Bartoli                         | Petra Kvitová                          | 6–1, 4–6, 7–5                        |
| 2010              | AEGON International                                    | Jekatyerina Makarova                   | Viktorija Azaranka                     | 7–6(4), 6–4                          |
| 2009              | AEGON International                                    | Caroline Wozniacki                     | Virginie Razzano                       | 7–6(5), 7–5                          |
| 2008              | International Women’s Open                             | Agnieszka Radwańska                    | Nagyja Petrova                         | 6–4, 6–7(11), 6–4                    |
| 2007              | Hastings Direct International Championships            | Justine Henin                          | Amélie Mauresmo                        | 7–5, 6–7(4), 7–6(2)                  |
| 2006              | Hastings Direct International Championships            | Justine Henin                          | Anasztaszija Miszkina                  | 4–6, 6–1, 7–6(5)                     |
| 2005              | Hastings Direct International Championships            | Kim Clijsters                          | Vera Dusevina                          | 7–5, 6–0                             |
| 2004              | Hastings Direct International Championships            | Szvetlana Kuznyecova                   | Daniela Hantuchová                     | 2–6, 7–6(2), 6–4                     |
| 2003              | Hastings Direct International Championships            | Chanda Rubin                           | Conchita Martínez                      | 6–4, 3–6, 6–4                        |
| 2002              | Britannic Asset Management International Championships | Chanda Rubin                           | Anasztaszija Miszkina                  | 6–1, 6–3                             |
| 2001              | Britannic Asset Management International Championships | Lindsay Davenport                      | Magüi Serna                            | 6–2, 6–0                             |
| 2000              | Direct Line International Championships                | Julie Halard-Decugis                   | Dominique van Roost                    | 7–6(4), 6–4                          |
| 1999              | Direct Line International Championships                | Natallja Zverava                       | Nathalie Tauziat                       | 0–6, 7–5, 6–3                        |
| 1998              | Direct Line Insurance Championships                    | Jana Novotná                           | Arantxa Sánchez Vicario                | 6–1, 7–5                             |
| 1997              | Direct Line Insurance Championships                    | Jana Novotná / Arantxa Sánchez Vicario | Jana Novotná / Arantxa Sánchez Vicario | eső miatt elmaradt                   |
| 1996              | Direct Line International Championships                | Szeles Mónika                          | Mary Joe Fernández                     | 6–0, 6–2                             |
| 1995              | Direct Line International Championships                | Nathalie Tauziat                       | Chanda Rubin                           | 3–6, 6–0, 7–5                        |
| 1994              | Volkswagen Cup                                         | Meredith McGrath                       | Linda Harvey Wild                      | 6–2, 6–4                             |
| 1993              | Volkswagen Cup                                         | Martina Navratilova                    | Miriam Oremans                         | 2–6, 6–2, 6–3                        |
| 1992              | Pilkington Glass Championships                         | Lori McNeil                            | Linda Harvey Wild                      | 6–4, 6–4                             |
| 1991              | Pilkington Glass Championships                         | Martina Navratilova                    | Arantxa Sánchez Vicario                | 6–4, 6–4                             |
| 1990              | Pilkington Glass Championships                         | Martina Navratilova                    | Gretchen Magers                        | 6–0, 6–2                             |
| 1989              | Pilkington Glass Championships                         | Martina Navratilova                    | Raffaella Reggi                        | 7–6(2), 6–2                          |
| 1988              | Pilkington Glass Championships                         | Martina Navratilova                    | Natallja Zverava                       | 6–2, 6–2                             |
| 1987              | Pilkington Glass Championships                         | Helena Suková                          | Martina Navratilova                    | 7–6(5), 6–3                          |
| 1986              | Pilkington Glass Championships                         | Martina Navratilova                    | Helena Suková                          | 3–6, 6–3, 6–4                        |
| 1985              | Pilkington Glass Classic                               | Martina Navratilova                    | Helena Suková                          | 6–4, 6–3                             |
| 1984              | Eastbourne International                               | Martina Navratilova                    | Kathy Jordan                           | 6–4, 6–1                             |
| 1983              | BMW Championships                                      | Martina Navratilova                    | Wendy Turnbull                         | 6–1, 6–1                             |
| 1982              | BMW Championships                                      | Martina Navratilova                    | Hana Mandlíková                        | 6–4, 6–3                             |
| 1981              | BMW Championships                                      | Tracy Austin                           | Andrea Jaeger                          | 6–3, 6–4                             |
| 1980              | BMW Championships                                      | Tracy Austin                           | Wendy Turnbull                         | 7–6(3), 6–2                          |
| 1979              | Colgate International                                  | Chris Evert                            | Martina Navrátilová                    | 7–5, 5–7, 13–11                      |
| 1978              | Colgate International                                  | Martina Navrátilová                    | Chris Evert                            | 6–4, 4–6, 9–7                        |
| 1977              | Nem rendezték meg.                                     | Nem rendezték meg.                     | Nem rendezték meg.                     | Nem rendezték meg.                   |
| 1976              | Colgate International                                  | Chris Evert                            | Virginia Wade                          | 8–6, 6–3                             |
| 1975              | Eastbourne International                               | Virginia Wade                          | Billie Jean King                       | 7–5, 4–6, 6–3                        |
| 1974              | John Player Championships                              | Chris Evert                            | Virginia Wade                          | 7–5, 6–4                             |

### Női páros
| Év                | Győztes                                            | Ellenfél a döntőben                      | Eredmény a döntőben                  |                    |
| ----------------- | -------------------------------------------------- | ---------------------------------------- | ------------------------------------ | ------------------ |
| 2025              | Marie Bouzková Anna Danilina                       | Hszie Su-vej Maya Joint                  | 6–4, 7–5                             |                    |
| ↑ WTA 250 torna ↑ |                                                    |                                          |                                      |                    |
| 2024              | Ljudmila Kicsenok Jeļena Ostapenko                 | Gabriela Dabrowski Erin Routliffe        | 5–7, 7–6(2), [10–8]                  |                    |
| 2023              | Desirae Krawczyk Demi Schuurs                      | Nicole Melichar-Martinez Ellen Perez     | 6–2, 6–4                             |                    |
| 2022              | Aleksandra Krunić Magda Linette                    | Ljudmila Kicsenok Jeļena Ostapenko       | játék nélkül                         |                    |
| 2021              | Aojama Súko Sibahara Ena                           | Nicole Melichar Demi Schuurs             | 6–1, 6–4                             |                    |
| 2020              | Elmaradt a koronavírus-járvány miatt               | Elmaradt a koronavírus-járvány miatt     | Elmaradt a koronavírus-járvány miatt |                    |
| 2019              | Csan Hao-csing Latisha Chan                        | Kirsten Flipkens Bethanie Mattek-Sands   | 2–6, 6–3, [10–6]                     |                    |
| 2018              | Gabriela Dabrowski Hszü Ji-fan                     | Irina-Camelia Begu Mihaela Buzărnescu    | 6–3, 7–5                             |                    |
| 2017              | Csan Jung-zsan Martina Hingis                      | Ashleigh Barty Casey Dellacqua           | 6–3, 7–5                             |                    |
| 2016              | Darija Jurak Anastasia Rodionova                   | Csan Hao-csing Csan Jung-zsan            | 5–7, 7–6(4), [10–6]                  |                    |
| 2015              | Caroline Garcia Katarina Srebotnik                 | Csan Jung-zsan Cseng Csie                | 7–6(5), 6–2                          |                    |
| 2014              | Csan Hao-csing Csan Jung-zsan                      | Martina Hingis Flavia Pennetta           | 6–3, 5–7, [10–7]                     |                    |
| 2013              | Nagyja Petrova Katarina Srebotnik                  | Monica Niculescu Klára Zakopalová        | 6–3, 6–3                             |                    |
| 2012              | Nuria Llagostera Vives María José Martínez Sánchez | Lisa Raymond Liezel Huber                | 6–4, feladták                        |                    |
| 2011              | Květa Peschke Katarina Srebotnik                   | Lisa Raymond Liezel Huber                | 6–3, 6–0                             |                    |
| 2010              | Lisa Raymond Rennae Stubbs                         | Květa Peschke Katarina Srebotnik         | 6–2, 2–6, [13–11]                    |                    |
| 2009              | Akgul Amanmuradova Szugijama Ai                    | Samantha Stosur Rennae Stubbs            | 6–4, 6–3                             |                    |
| 2008              | Cara Black Liezel Huber                            | Květa Hrdličková Peschke Rennae Stubbs   | 2–6, 6–0, [10–8]                     |                    |
| 2007              | Lisa Raymond Samantha Stosur                       | Květa Hrdličková Peschke Rennae Stubbs   | 6–7(5), 6–4, 6–3                     |                    |
| 2006              | Szvetlana Kuznyecova Amélie Mauresmo               | Liezel Horn Huber Martina Navratilova    | 6–2, 6–4                             |                    |
| 2005              | Lisa Raymond Rennae Stubbs                         | Jelena Lihovceva Vera Zvonarjova         | 6–3, 7–5                             |                    |
| 2004              | Alicia Molik Magüi Serna                           | Szvetlana Kuznyecova Jelena Lihovceva    | 6–4, 6–4                             |                    |
| 2003              | Lisa Raymond Lindsay Davenport                     | Jennifer Capriati Magüi Serna            | 6–3, 6–2                             |                    |
| 2002              | Lisa Raymond Rennae Stubbs                         | Cara Black Jelena Lihovceva              | 6–7(5), 7–6(6), 6–2                  |                    |
| 2001              | Lisa Raymond Rennae Stubbs                         | Cara Black Jelena Lihovceva              | 6–2, 6–2                             |                    |
| 2000              | Szugijama Ai Nathalie Tauziat                      | Lisa Raymond Rennae Stubbs               | 2–6, 6–3, 7–6(3)                     |                    |
| 1999              | Martina Hingis Anna Kurnyikova                     | Jana Novotná Natallja Zverava            | 6–4-nél feladták                     |                    |
| 1998              | Mariaan de Swardt Jana Novotná                     | Arantxa Sánchez Vicario Natallja Zverava | 6–1, 6–3                             |                    |
| 1997              | Nicole Arendt Manon Bollegraf                      | Lori McNeil Helena Suková                | eső miatt elmaradt                   |                    |
| 1996              | Jana Novotná Arantxa Sánchez Vicario               | Rosalyn Fairbank Nideffer Pam Shriver    | 4–6, 7–5, 6–4                        |                    |
| 1995              | Jana Novotná Arantxa Sánchez Vicario               | Gigi Fernández Natallja Zverava          | 0–6, 6–3, 6–4                        |                    |
| 1994              | Gigi Fernández Natallja Zverava                    | Ines Gorrochategui Helena Suková         | 6–7(4), 6–4, 6–3                     |                    |
| 1993              | Gigi Fernández Natallja Zverava                    | Jana Novotná Larisa Neiland              | 2–6, 7–5, 6–1                        |                    |
| 1992              | Jana Novotná Larisa Neiland                        | Mary Joe Fernández Zina Garrison         | 6–0, 6–3                             |                    |
| 1991              | Larisa Neiland Natallja Zverava                    | Gigi Fernández Jana Novotná              | 2–6, 6–4, 6–4                        |                    |
| 1990              | Larisa Neiland Natallja Zverava                    | Patty Fendick Zina Garrison              | 6–4, 6–3                             |                    |
| 1989              | Katrina Adams Zina Garrison                        | Jana Novotná Helena Suková               | 6–3-nál feladták                     |                    |
| 1988              | Eva Pfaff Elizabeth Sayers Smylie                  | Belinda Cordwell Dinky Van Rensburg      | 6–3, 7–6(6)                          |                    |
| 1987              | Szvetlana Parhomenko Larisza Szavcsenko            | Rosalyn Fairbank Elizabeth Sayers Smylie | 7–6(5), 4–6, 7–5                     |                    |
| 1986              | Martina Navratilova Pam Shriver                    | Claudia Kohde-Kilsch Helena Suková       | 6–2, 6–4                             |                    |
| 1985              | Martina Navratilova Pam Shriver                    | Kathy Jordan Elizabeth Sayers Smylie     | 7–5, 6–4                             |                    |
| 1984              | Martina Navratilova Pam Shriver                    | Jo Durie Ann Kiyomura                    | 6–4, 6–2                             |                    |
| 1983              | Martina Navratilova Pam Shriver                    | Jo Durie Anne Hobbs                      | 6–1, 6–0                             |                    |
| 1982              | Martina Navratilova Pam Shriver                    | Kathy Jordan Anne Smith                  | 6–3, 6–4                             |                    |
| 1981              | Martina Navratilova Pam Shriver                    | Kathy Jordan Anne Smith                  | 6–7, 6–2, 6–1                        |                    |
| 1980              | Kathy Jordan Anne Smith                            | Pam Shriver Betty Stöve                  | 6–4, 6–1                             |                    |
| 1979              | Betty Stöve Wendy Turnbull                         | Ilana Kloss Betty Ann Grubb-Stuart       | 6–2, 6–2                             |                    |
| 1978              | Chris Evert Betty Stöve                            | Billie Jean King Martina Navrátilová     | 6–4, 6–7, 7–5                        |                    |
| 1977              | Nem rendezték meg.                                 | Nem rendezték meg.                       | Nem rendezték meg.                   | Nem rendezték meg. |
| 1976              | Chris Evert Martina Navrátilová                    | Olga Morozova Virginia Wade              | 6–4, 1–1-nél félbeszakadt (eső)      |                    |
| 1975              | Julie Anthony Olga Morozova                        | Evonne Goolagong Peggy Michel            | 6–2, 6–4                             |                    |
| 1974              | Helen Gourlay Karen Krantzcke                      | Chris Evert Olga Morozova                | 6–2, 6–0                             |                    |

### Férfi egyes
| Év      | Győztes                              | Ellenfél a döntőben                  | Eredmény a döntőben                  |
| ------- | ------------------------------------ | ------------------------------------ | ------------------------------------ |
| 2025    | Taylor Fritz                         | Jenson Brooksby                      | 7–5, 6–1                             |
| 2024    | Taylor Fritz                         | Max Purcell                          | 6–4, 6–3                             |
| 2023    | Francisco Cerúndolo                  | Tommy Paul                           | 6–4, 1–6, 6–4                        |
| 2022    | Taylor Fritz                         | Maxime Cressy                        | 6–2, 6–7(4), 7–6(4)                  |
| 2021    | Alex de Minaur                       | Lorenzo Sonego                       | 4–6, 6–4, 7–6(5)                     |
| 2020    | Elmaradt a koronavírus-járvány miatt | Elmaradt a koronavírus-járvány miatt | Elmaradt a koronavírus-járvány miatt |
| 2019    | Taylor Fritz                         | Sam Querrey                          | 6–3, 6–4                             |
| 2018    | Mischa Zverev                        | Lacko Lukas                          | 6–4, 6–4                             |
| 2017    | Novak Đoković                        | Gaël Monfils                         | 6–3, 6–4                             |
| 2015–16 | Nem rendezték meg                    | Nem rendezték meg                    | Nem rendezték meg                    |
| 2014    | Feliciano López                      | Richard Gasquet                      | 6–3, 6–7(5), 7–5                     |
| 2013    | Feliciano López                      | Gilles Simon                         | 7–6(2), 6–7(5), 6–0                  |
| 2012    | Andy Roddick                         | Andreas Seppi                        | 6–3, 6–2                             |
| 2011    | Andreas Seppi                        | Janko Tipsarević                     | 7–6(5), 3–6, 5–3 feladta             |
| 2010    | Michaël Llodra                       | Guillermo García López               | 7–5, 6–2                             |
| 2009    | Dmitrij Turszunov                    | Frank Dancevic                       | 6–3, 7–6(5)                          |

### Férfi páros
| Év      | Győztes                              | Ellenfél a döntőben                  | Eredmény a döntőben                  |
| ------- | ------------------------------------ | ------------------------------------ | ------------------------------------ |
| 2025    | Julian Cash Lloyd Glasspool          | Ariel Behar Joran Vliegen            | 6–4, 7–6(5)                          |
| 2024    | Neal Skupski Michael Venus           | Matthew Ebden John Peers             | 4–6, 7–6(2), [11–9]                  |
| 2023    | Nikola Mektić Mate Pavić             | Ivan Dodig Austin Krajicek           | 6–4, 6–2                             |
| 2022    | Nikola Mektić Mate Pavić             | Matwé Middelkoop Luke Saville        | 6–4, 6–2                             |
| 2021    | Nikola Mektić Mate Pavić             | Rajeev Ram Joe Salisbury             | 6–4, 6–3                             |
| 2020    | Elmaradt a koronavírus-járvány miatt | Elmaradt a koronavírus-járvány miatt | Elmaradt a koronavírus-járvány miatt |
| 2019    | Juan Sebastián Cabal Robert Farah    | Máximo González Horacio Zeballos     | 3–6, 7–6(4), [10–6]                  |
| 2018    | Luke Bambridge Jonny O'Mara          | Ken Skupski Neal Skupski             | 7–5, 6–4                             |
| 2017    | Bob Bryan Mike Bryan                 | Róhan Bópanna André Sá               | 6–7(4), 6–4, [10–3]                  |
| 2015–16 | Nem rendezték meg                    | Nem rendezték meg                    | Nem rendezték meg                    |
| 2014    | Treat Huey Dominic Inglot            | Alexander Peya Bruno Soares          | 6–3, 6–3                             |
| 2013    | Alexander Peya Bruno Soares          | Colin Fleming Jonathan Marray        | 3–6, 6–3, [10–8]                     |
| 2012    | Colin Fleming Ross Hutchins          | Jamie Delgado Ken Skupski            | 6–4, 6–3                             |
| 2011    | Jonathan Erlich Andi Rám             | Grigor Dimitrov Andreas Seppi        | 6–3, 6–3                             |
| 2010    | Mariusz Fyrstenberg Marcin Matkowski | Colin Fleming Ken Skupski            | 6–3, 5–7, [10–8]                     |
| 2009    | Mariusz Fyrstenberg Marcin Matkowski | Travis Parrott Filip Polasek         | 6–4, 6–4                             |